# عرب‌بابرخان‌لی
اربابیرخانلی (به انگلیسی: Arabbabirkhanly) یک روستا و دهکده در شهرستان سالیان در جمهوری آذربایجان است.